# Oued el Khatt
Oued el Khatt je povremena rijeka i vadi koji izvire u središnjoj Zapadnoj Sahari pod marokanskom kontrolom, blizu granice s Mauritanijom. Tok vadija je u početku jugozapadni, skrećući prema sjeveru nakon spoja s vadijem Oued Zbayra u blizini malog naselja Dhaym al-Khayl. Odavde teče prema sjeveru nekih 200 kilometara prije nego što se spoji s povremenim tokom Saguia el-Hamra južno od Laayounea na atlantskoj obali.